# Karavla
Karavla je manjši stalen vojaški objekt, ki se nahaja v bližini državne meje in katere primarni namen je nastanitev obmejnih enot.
Karavle so lahko v velikosti stražarnice do manjše vojašnice.